# Falsoropica hawaiana
Falsoropica hawaiana là một loài bọ cánh cứng trong họ Cerambycidae.